# František Niklfeld

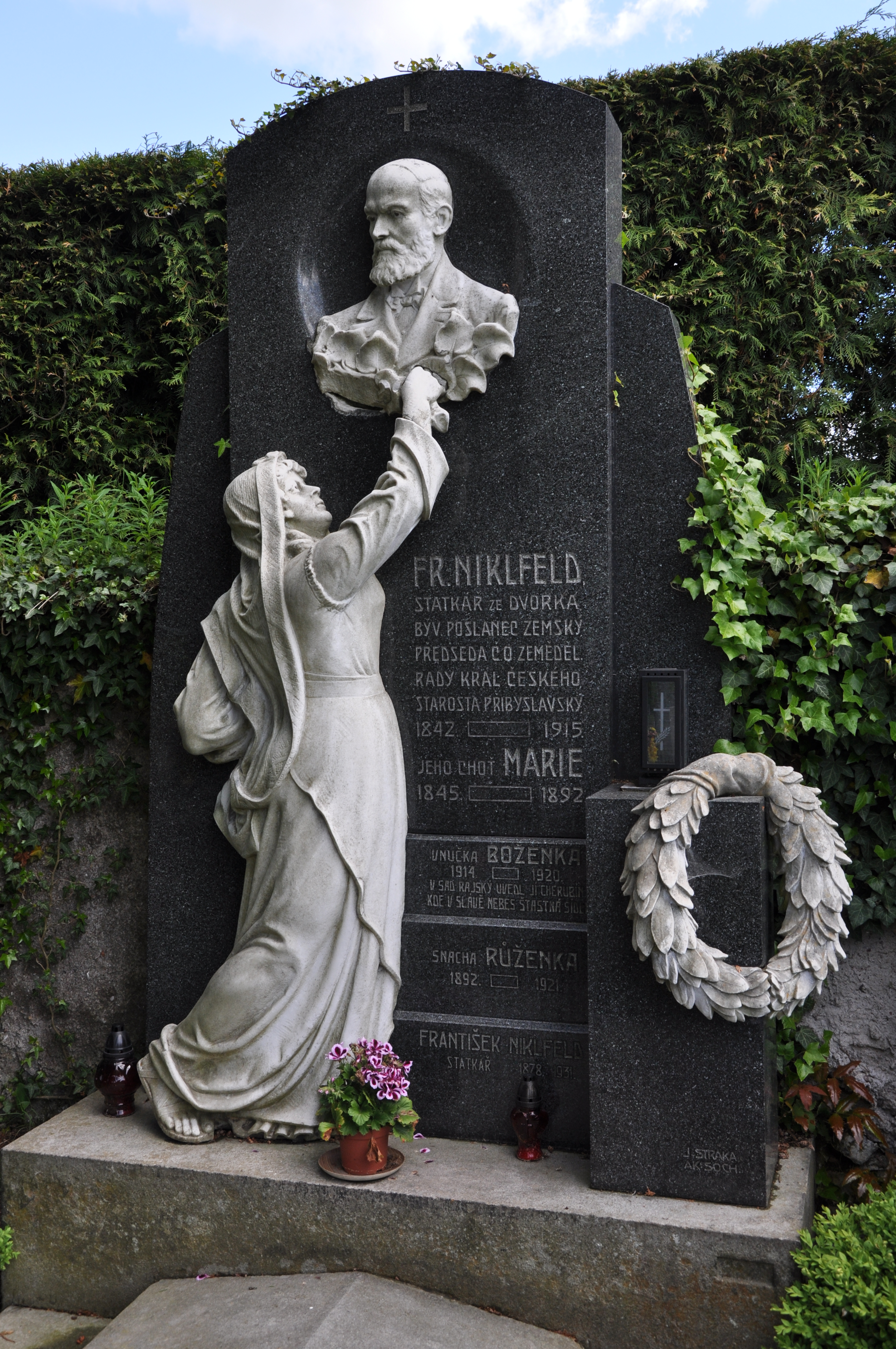
Náhrobek Františka Niklfelda, českého politika, poslance Českého zemského sněmu a starosty Přibyslavi na místním hřbitově

František Niklfeld (7. nebo 8. prosince 1841 Dvorek u Přibyslavi – 18. ledna 1915 Dvorek u Přibyslavi) byl rakouský a český rolník a politik, na přelomu 19. a 20. století poslanec Českého zemského sněmu, dlouholetý starosta Přibyslavi.

## Biografie
Pocházel z osady Dvorek u Přibyslavi, z rodu, kterému v polovině 19. století ve Dvorku patřily tři zemědělské usedlosti. Od mládí byl aktivní ve veřejném životě. Od roku 1869 zasedal v přibyslavské městské radě, v níž vystřídal svého otce Jana Niklfelda. V roce 1875, 1891 a 1895 byl zvolen okresním starostou v Přibyslavi, ale ani jednou nezískal císařské potvrzení do této funkce. Důvodem mělo být to, že se císaři doneslo, že Niklfeld měl své dceři zakázat přednést oslavnou báseň k výročí panovnického rodu.
Koncem 19. století se uvádí jako člen okresní školní rady v Chotěboři a starosta Přibyslavi. Starostou města byl po více než 22 let. Za jeho působení v čele Přibyslavi došlo k výstavbě silnice do Šlapanova, rozšíření kanalizační sítě, zbudování městských jatek, nové školy a izolačního pavilonu pro infekční pacienty. Byl aktivní v mnoha místních spolcích. Předsedal místnímu odboru Ústřední matice školské, působil jako starosta místní sokolské jednoty a předsedal představenstvu Občanské záložny v Přibyslavi.
V 90. letech 19. století se zapojil i do zemské politiky. V doplňovacích volbách roku 1891 byl zvolen v kurii venkovských obcí (volební obvod Chotěboř) do Českého zemského sněmu. Mandát obhájil ve volbách v roce 1895. Politicky patřil k mladočeské straně. Opětovně byl zvolen i ve volbách v roce 1901. Na sněmu se profiloval jako odborník a zastánce zemědělských zájmů. Roku 1894 se stal předsedou české sekce zemské zemědělské rady, nebyl ovšem do funkce potvrzen císařem.
V roce 1914 neuspěl v komunálních volbách a místo něj se starostou Přibyslavi stal Jan Bechyně. Zemřel v lednu 1915.